# Hypsidracon saurodoxa
Hypsidracon saurodoxa är en fjärilsart som beskrevs av Edward Meyrick 1934. Hypsidracon saurodoxa ingår i släktet Hypsidracon och familjen vecklare. Inga underarter finns listade i Catalogue of Life.